# Villarino
Villarino é um bar no centro do Rio de Janeiro. Ficou conhecido por ter sido o local onde Tom Jobim e Vinícius de Moraes se encontraram para combinar a parceria nas músicas da peça Orfeu da Conceição, eles já se conheciam desde 1953, mas só se tornaram amigos depois do encontro no "Villarino". O bar também foi muito frequentado por outros músicos da época.
O nome do bar já foi grafado de diversas formas ao longo de sua existência, podendo ser chamado de Vilarino, Vilariño, Villariño, Vilarinho. Em 2009 sua fachada apresenta o nome Villarino.
O bar se localiza no fundo de uma loja de importados, na esquina das avenidas Calógeras e Presidente Wilson, no centro do Rio de Janeiro. Ao entrar no estabelecimento, mal se percebe a presença do bar, ao fundo. Pequeno, em seu interior conserva as cadeiras de madeira com estofamento vermelho e mesas com tampos de mármore, sobre piso de pastilhas hidráulicas. Em uma de suas paredes apresenta uma foto com Vinícius, Tom e demais músicos.